# Белевич, Иосиф Донатович
Ио́сиф Дона́тович Беле́вич (9 (21) октября 1866 — 16 октября 1942) — русский и украинский военачальник, генерал-майор Русской императорской армии, генерал-хорунжий армии УНР.

## Биография
Из дворян Витебской губернии, белорус по национальности, римско-католического вероисповедания. Родился в селе Дмитрово, Ефросиньевской волости Полоцкого уезда Витебской губернии.

### Служба в русской армии
По окончании в 1885 году в губернском городе Москве 1-го кадетского корпуса, вступил там же, в Москве, в военную службу юнкером 3-го военного Александровского училища, полный курс которого окончил в 1887 году по 1-му разряду и был выпущен подпоручиком в 3-й Кавказский стрелковый батальон (в Тифлисской губернии).
В марте 1891 года был произведен в поручики, в феврале 1896 года — в штабс-капитаны, в июле 1901 года — в капитаны.
Участник Русско-японской войны. В 1904 году был командирован в войска действующей армии, с июля того же года — заведывающий полевым госпиталем в Харбине; в сражениях не участвовал. В 1906 году возвращён обратно в свой батальон. Командовал ротой (в общей сложности — три года и 9 месяцев).
В 1908 году капитан Белевич окончил Офицерскую стрелковую школу «успешно».
В феврале 1909 года был произведен в подполковники, с переводом в 9-й стрелковый полк, расквартированный в Жмеринке Подольской губернии.
В октябре 1913 года был произведен в полковники, с переводом в 45-й пехотный Азовский полк, расквартированный в Староконстантинове Волынской губернии. На январь 1914 года — был женат на уроженке Витебской губернии, имел двух сыновей  (1907 и 1909 годов рождения), и дочь (1911 года рождения).
В годы Первой мировой войны воевал на Юго-Западном фронте, в составе 45-го пехотного Азовского полка 12-й пехотной дивизии. Был помощником командира полка; с июня 1915 года — командир 45-го пехотного Азовского полка.
В январе 1917 года Иосиф Белевич произведен в генерал-майоры, в апреле того же года возглавил бригаду 12-й пехотной дивизии. К осени 1917 года 12-я пехотная дивизия была украинизирована и после Октябрьской революции в Петрограде перешла в подчинение украинской Центральной Раде.

### Служба в украинской армии
В 1918 году Иосиф Белевич в чине генерального хорунжего служил в украинской армии гетмана Скоропадского. Был назначен помощником начальника кадрированной 3-й пехотной дивизии, сформированной из остатков украинизированного кадра бывшей 12-й пехотной дивизии, возвратившейся с фронта в Проскуров, на довоенное место постоянной дислокации.
После отречения гетмана Скоропадского от власти, в январе 1919 года генерал-хорунжий Белевич был зачислен в офицерский резерв армии УНР. С марта 1919 года — командир 2-й запасной бригады (расформированной 13 апреля того же года) действующей армии УНР. С 1 июля 1919 года — начальник штаба гарнизона Каменца-Подольского. 16 ноября 1919 года был снова переведен в офицерский резерв.
19 апреля 1920 года назначен начальником запасного (учебного) куреня (батальона) 3-й Железной стрелковой дивизии восстановленной армии УНР, принимавшей участие в советско-польской войне на стороне поляков. С 10 октября 1920 года — в распоряжении начальника снабжения дивизии, интернированной, в связи с окончанием военных действий, в польских лагерях.

### В эмиграции
После окончания Гражданской войны в России Белевич остался в Польше эмигрантом.
Умер 16 октября 1942 года в Кракове, там же и похоронен.

## Награды
- Чин штабс-капитана[11] (ВП от 24.02.1894), — …за отличие по службе
- Медаль «В память царствования императора Александра III» (1896)
- Орден Святой Анны 3-й степени (1904)[11]
- Медаль «В память русско-японской войны» (1906)
- Орден Святого Станислава 2-й степени (ВП от 30.01.1907)
- Орден Святой Анны 2-й степени (20.01.1909; ВП от 15.03.1909)
- Медаль «В память 100-летия Отечественной войны 1812 года» (1912)
- Сербский орден Звезды Карагеоргия 4-й, офицерской, степени (1912?)[10]
- Медаль «В память 300-летия царствования Дома Романовых» (1913)
- Орден Святого Владимира 4-й степени с мечами и бантом (ВП от 25.01.1915, страница 17)
  - Мечи к имеющемуся ордену Святой Анны (ВП от 25.01.1915, страница 18)
- Георгиевское оружие (утв. ВП от 22.04.1915), — …за то, что в многодневных упорных арьергардных боях с 26 ноября по 2 декабря 1914 года, прикрывая отход полка, выдержал натиск превосходных сил противника и тем облегчил действия полка.[12]
  - Мечи к имеющемуся ордену Святого Станислава 2-й степени (ВП от 02.05.1915)
- Орден Святого Георгия 4-й степени (ВП от 19.09.1916), — …за то, что в бою 28-го мая 1916 года у д. Чарны-Поток, командуя названным (45-м пехотным Азовским) полком, занимавшим правый боевой участок дивизии, тщательно изучив позицию, под обстрелом врага атаковал его, быстро захватив две линии укреплении и отбил встречную контратаку австрийцев; атакованный еще раз свежими силами и резервами противника, задержался, отбиваясь огнем и, совместно с подошедшими из резерва Украинцами, бросился на врага, окончательно прорвал три линии окопов на высотах «271» и «279» и преследовал неприятеля, чем способствовал успеху атак соседних частей, причем взял в плен 20 офицеров и 1700 нижних чинов и захватил 15 пулеметов и много военного материала.[13]
- Орден Святого Владимира 3-й степени с мечами (ВП от 14.10.1915)
  - Мечи и бант к имеющемуся ордену Святой Анны 3-й степени (ВП от 23.12.1915)
- Высочайшее благоволение (ВП от 02.06.1916), — …за отличия в делах против неприятеля
- Крест Симона Петлюры (1930-е годы)